# Roman Handschin
Roman Handschin (Münsterlingen, 2 de agosto de 1982) es un deportista suizo que compitió en bobsleigh en la modalidad cuádruple.
Ganó dos medallas en el Campeonato Europeo de Bobsleigh, plata en 2010 y bronce en 2007. Participó en los Juegos Olímpicos de Turín 2006, ocupando el octavo lugar en Turín 2006, en la prueba cuádruple.

## Palmarés internacional
| Campeonato Europeo | Campeonato Europeo         | Campeonato Europeo | Campeonato Europeo |
| Año                | Lugar                      | Medalla            | Prueba             |
| ------------------ | -------------------------- | ------------------ | ------------------ |
| 2007               | Cortina d'Ampezzo (Italia) | Medalla de bronce  | Cuádruple          |
| 2010               | Igls (Austria)             | Medalla de plata   | Cuádruple          |